# Thomas Couraye du Parc
Thomas Couraye du Parc, né à Granville le 5 novembre 1673 et mort le 17 mars 1740 à Granville , est un capitaine corsaire et armateur granvillais ayant participé à la guerre de succession d'Espagne.

## Biographie
Il est le fils du capitaine corsaire Jacques Couraye du Parc et de Marie Le Breton, mariés à Granville le 30 janvier 1670.
Le 26 février 1702, il est reçu maître et pilote à l'amirauté de Granville et prend ensuite le commandement du quatre-vingts tonneaux le Prince-des-Anges pour destination la côte de Chapeau-Rouge en Terre-Neuve.[réf. nécessaire] Sur son lieu de pêche, en septembre 1702, le navire est pris par les Anglais, mais le capitaine Thomas Couraye du Parc échappe à la rafle et est recueilli par son beau-frère, Nicolas Louvel, capitaine de l'Éspérance.[réf. nécessaire]
Le 13 mars 1704, il obtient une commission en guerre et marchandises pour mener le Saint-Thomas (cent vingts tonneaux, douze canons et quarante-deux hommes) dont il est capitaine et en partie propriétaire à Plaisance, dans le cadre de la guerre de succession d'Espagne.[réf. nécessaire]
Thomas Couraye du Parc est officier, de 1706 à 1709, sur le deux cent quarante tonneaux le Saint-Jean Baptiste de Saint-Malo, envoyé "dans les mers du Sud sur la côte de Caraque,nom donné par les français à la côte l'Amérique du Sud proche de Caracassous le commandement de Desvaux du Morier.[réf. nécessaire]
En 1719, il est capitaine du Thomas (ou Saint-Thomas) qu'il mène à l'Isle Royale.[réf. nécessaire]
Il est aussi compté, à partir de 1722 et jusqu'à sa mort en 1740, parmi les négociants les plus importants de Granville .
Il épouse en premières noces à Granville le 1er décembre 1699 Jeanne Louvel et n'aura pas d'enfants de ce premier mariage. Il épouse en secondes noces à Granville le 11 février 1714 Françoise Le Virais. De ce mariage, Thomas Couraye du Parc aura, entre autres un fils : Léonor-François Couraye du Parc  (1719-1754), sieur du Parc qui armera plusieurs corsaires pendant la guerre de Succession d'Autriche.